# مدرسة الطب في فيرجينيا الشرقية
مدرسة الطب في فيرجينيا الشرقية (بالإنجليزية: Eastern Virginia Medical School)‏ هي إحدى الكليات لتدريس الطب في الولايات المتحدة الأمريكية. تقع في مدينة نورفولك في ولاية فيرجينيا الأمريكية. نوع الشهادة الطبية التي يتم تحصيلها هناك هي دكتور في الطب.